# 황금주 (휴일)
황금주(黃金週)는 중국의 대형 휴일이다.

## 통계
| 연도 | 여행객 수 (예측치) |
| ---- | ------------------ |
| 1999 | 28,000,000         |
| 2007 | 120,000,000        |
| 2014 | 475,000,000        |
| 2015 | 526,000,000        |
| 2016 | 589,000,000        |

## 같이 보기
- 춘윈
- 골든위크